# Lizzy Caplan
 (janvier 2025).
Pour les articles homonymes, voir Caplan.
Elizabeth Caplan, dite Lizzy Caplan, est une actrice américaine, née le 30 juin 1982 à Los Angeles.
Elle est surtout connue pour ses interprétations de Janis Ian dans le film Lolita malgré moi sorti en 2004 et de Virginia Johnson dans la série dramatique Masters of Sex dont 4 saisons ont été diffusées de 2013 à 2016 sur la chaîne Showtime.

## Biographie

### Jeunesse
Lizzy Caplan naît  le 30 juin 1982 à Los Angeles. Ses parents sont Richard et Barbara Caplan (1946 - 1996).
Elle a un frère, Ben Caplan et une sœur, Julie Caplan.
Elle étudie à la Alexander Hamilton High School de Los Angeles, où elle assiste aux cours de la section de l'académie de musique.
D'abord intéressée par l'apprentissage du piano, elle décide ensuite d'étudier l'art dramatique. Elle joue dans des représentations de Beaucoup de bruit pour rien et Vous ne l'emporterez pas avec vous. Elle reçoit son diplôme en 2000.

### Vie privée
Entre 2006 et 2012, elle est en couple avec l'acteur Matthew Perry.
Elle est la marraine de Birdie Leigh, fille aînée de l'actrice Busy Philipps et du scénariste Marc Silverstein.
Depuis 2015 elle est en couple avec Tom Riley. Ils se marient en 2017 et accueillent leur premier enfant, un garçon, Alfie Riley en 2021.

## Carrière

### Débuts
Lizzy Caplan commence sa carrière d'actrice de télévision en 1999, en jouant un personnage récurrent d'adolescente dans Freaks and Geeks, une série bien accueillie par la critique. Elle fait ensuite plusieurs apparitions dans des séries télévisées : parmi elles, une apparition dans deux épisodes de la série Deuxième Chance dans le rôle de Sarah, l'ex-petite amie du personnage de Mischa Barton, Katie Singer ; ou une autre dans un épisode de Smallville, et reprend son rôle dans la série en 2003. Parallèlement, elle est invitée à l'émission de Sharon Osbourne, et apparaît dans le clip de Jason Mraz You and I Both.
En 2003, elle décroche son premier rôle régulier, celui de Faith Pitt dans la comédie familiale The Pitts, mais le programme ne dépasse pas 7 épisodes, faute d'audiences, et l'actrice reprend le chemin des castings : elle incarne l'amie gothique de l'héroïne (incarnée par Lindsay Lohan) de la comédie pour adolescents Lolita malgré moi, un joli succès de l'année 2004 aux États-Unis. L'actrice enchaîne avec un rôle récurrent à la télévision, celui de Avery Bishop, celui de l'amie de l'héroine de Tru Calling : Compte à rebours, série de science-fiction qui est soudainement arrêtée au bout de quelques épisodes de sa seconde saison. La comédienne rebondit dès la rentrée 2005 vers un rôle régulier dans une nouvelle série.

### Progression télévisuelle (2005-2010)
Elle se voit confier le rôle de Marjee Sorelli, la sœur instable dans Related, une comédie dramatique diffusée sur The WB. La comédienne y est entourée de Jennifer Esposito, Kiele Sanchez et Laura Breckenridge. Le programme ne connait qu'une seule saison, mais les critiques sont positives, et l'actrice rejoint aussitôt une nouvelle série très attendue de la rentrée 2006 : la sitcom La Classe, dont elle tient l'un des rôles principaux, face à Jason Ritter. Le programme gagne le prix de la « meilleure nouvelle série TV » aux People's Choice Awards de janvier 2007, mais les audiences baissent rapidement, et la production est arrêtée au bout de 19 épisodes. Cette année vaut à l'actrice d'être nommée l'une des « 10 acteurs à surveiller » de l'année par le Daily Variety.
Côté cinéma, elle joue en 2006 le rôle principal de Sara Weller dans le thriller de Wesley Strick, Love is the Drug. En 2007, elle joue Jacqueline dans la comédie dramatique indépendante Crashing, et en 2008, fait partie de la distribution de jeunes acteurs recrutés pour le film concept Cloverfield. Ce dernier connait un succès critique et commercial surprise, et permet à Caplan de décrocher une nomination aux Saturn Awards dans la catégorie "meilleur second rôle". La même année, elle joue la meilleure amie de l'héroïne de la comédie romantique La Copine de mon meilleur ami, incarnée par Kate Hudson.
Mais c'est la télévision qui lui confie un rôle complexe : en 2008, elle prête ses traits à Amy Burley (la petite amie droguée de Jason Stackhouse) dans plusieurs épisodes de la saison inaugurale d'une nouvelle série fantastique de la chaîne HBO, True Blood. La série connait un succès critique et commercial et remet l'actrice au premier plan. Elle décroche, pour la rentrée 2009, un nouveau rôle régulier, celui d'une apprenti actrice cynique mais romantique dans la série comique Party Down. Le programme est salué par la critique, et durant deux saisons met en scène une bande de personnages rêvant de comédie, mais survivant grâce à leurs prestations de restauration mobile dans diverses soirées de Los Angeles.

### Révélation (depuis 2012)

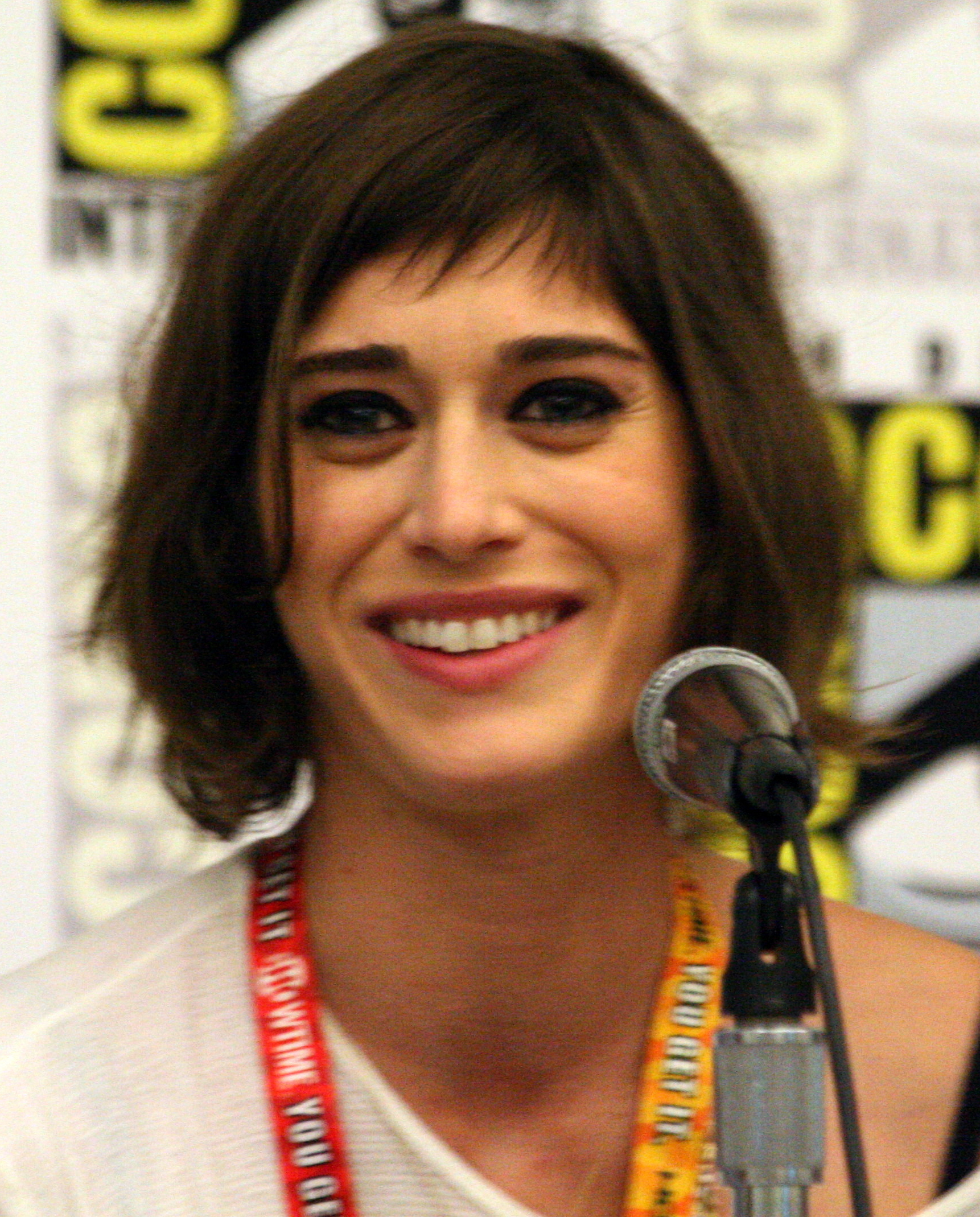
Au Comic-Con de San Diego 2012, pour la promotion de Save the Date.

En 2012, elle tient le premier rôle dans deux films présentés au Sundance Film Festival, principal festival américain de cinéma indépendant : Save the Date, avec Alison Brie, puis Bachelorette, qui lui permet d'évoluer aux côtés des confirmées Isla Fisher et Kirsten Dunst. 
L'année suivante, elle s'impose à la télévision en décrochant le premier rôle féminin d'une nouvelle série dramatique, Masters of Sex. Le programme est acclamé par la critique et son interprétation de Virginia Johnson, assistante de l'obstétricien Bill Masters, saluée. Le programme se voit commander une seconde saison par la chaîne Showtime.
Cette révélation cinématographique et télévisuelle lui permet d'accéder à des projets plus exposés au cinéma. Elle évolue aux côtés de Seth Rogen et James Franco pour la comédie potache L'Interview qui tue ! (The Interview) sorti en 2014, tièdement accueilli par la critique, mais qui remporte finalement un énorme succès commercial, elle interprète l'agent de la CIA Lacey, qui propose à un animateur TV célèbre et à son producteur d'assassiner le dirigeant nord-coréen qu'ils projettent d'interviewer. Elle retrouve Seth Rogen pour la comédie The Night Before, réalisée par Jonathan Levine, et sortie fin 2015.
Début 2016, elle est à l'affiche de son premier blockbuster, le film de braquage Insaisissables 2, sous la direction de Jon M. Chu, où elle remplace sa partenaire de Bachelorette, Isla Fisher. La même année, Masters of Sex connait sa quatrième et dernière saison sur la chaîne Showtime.
Mais à la fin de cette même année, elle confirme son nouveau statut en évoluant aux côtés des stars Brad Pitt et Marion Cotillard dans le film de guerre Alliés, sous la direction de Robert Zemeckis. Mais c'est à la télévision qu'elle se voit confier des rôles plus développés : elle est ainsi recrutée pour tenir le premier rôle de la deuxième saison de la série Castle Rock, produite par J.J. Abrams, qui lui avait permis de percer au cinéma avec Cloverfield.

## Filmographie

### Cinéma

#### Longs métrages
- 2002 : Orange County de Jake Kasdan : Une fêtarde
- 2004 : Lolita malgré moi (Mean Girls) de Mark Waters : Janis Ian
- 2006 : Love Is the Drug d'Elliott Lester : Sara Weller
- 2007 : Crashing de Gary Walkow : Jacqueline
- 2008 : Cloverfield de Matt Reeves : Marlena Diamond
- 2008 : La Copine de mon meilleur ami (My Best Friend's Girl) d'Howard Deutch : Ami, la colocataire d'Alexis
- 2009 : Droit de passage (Crossing Over) de Wayne Kramer : Maria
- 2010 : 127 heures (127 Hours) de Danny Boyle : Sonja Ralston
- 2010 : La Machine à démonter le temps (Hot Tub Time Machine) de Steve Pink : April
- 2010 : The Last Rites of Ransom Pride de Tiller Russell : Juliette Flowers
- 2011 : High Road de Matt Walsh : Sheila
- 2012 : Bachelorette de Leslye Headland : Gena
- 2012 : Save the Date de Michael Mohan : Sarah
- 2012 : Frankie Go Boom de Jordan Roberts : Lassie
- 2012 : Queens of Country de Ryan Page et Christopher Pomerenke : Jolene Gillis
- 2014 : L'Interview qui tue ! (The Interview) de Seth Rogen et Evan Goldberg : Agent Lacey
- 2015 : The Night Before de Jonathan Levine : Diana
- 2016 : Insaisissables 2 (Now You See Me : The Second Act) de Jon M. Chu : Lula May
- 2016 : Alliés (Allied) de Robert Zemeckis : Bridget
- 2017 : The Disaster Artist de James Franco : elle-même
- 2018 : Extinction de Ben Young : Alice
- 2022 : The People We Hate at the Wedding de Claire Scanlon : Marissa
- 2023 : La Maison du mal de Samuel Bodin : Carol

#### Court métrage
- 2002 : Hardcore Action News de Niels Alpert : Lizzy Lyons
- 2010 : Successful Alcoholics de Jordan Vogt-Roberts : Lindsay
- 2012 : N°47 (Item 47) de Louis D’Esposito : Claire Weiss
- 2013 : The Sidekick de Michael J. Weithorn : Bailey
- 2019 : The Toll Road de Tom Riley : Emily

### Télévision

#### Séries télévisées
- 2000 : Freaks and Geeks : Sara
- 2001 : Deuxième Chance (Once and Again) : Sarah
- 2001 : Les Années campus (Undeclared) : Une jolie fille
- 2001 / 2003 : Smallville : Tina Greer
- 2003 : The Pitts : Faith Pitt
- 2004 - 2005 : Tru Calling : Compte à rebours (Tru Calling) : Avery Bishop
- 2005 - 2006 : Related : Marjee Sorelli
- 2006 : La Classe (The Class) : Kat Warbler
- 2006 : Les Griffin (Family Guy) : Une femme qui se dispute (voix)
- 2006 - 2009 : American Dad! : Debbie (voix)
- 2008 : True Blood : Amy Burley
- 2009 - 2010 / 2023 : Party Down : Casey Klein
- 2010 - 2011 : Childrens Hospital : Harmony / Casey Klein
- 2011 : Mr. Sunshine : Vivian
- 2011 : The Cleveland Show : Patty (voix)
- 2011 : Wainy Days : Arielle
- 2012 : New Girl : Julia Cleary
- 2013 : Newsreaders : Anya Turpo
- 2013  2014 : The League : Rebecca Ruxin
- 2013 - 2016 : Masters of Sex : Virginia Johnson
- 2017 : Les Simpson (The Simpsons) : Virginia Johnson (voix)
- 2017 : Angie Tribeca : Deidre
- 2017 : Ill Behaviour : Nadia
- 2017 : I'm Sorry : Jessica
- 2018 : Das Boot : Carla Monroe
- 2019 : Castle Rock : Annie Wilkes
- 2019 - 2020 : Truth Be Told : Le Poison de la vérité (Truth Be Told) : Josie Buhrman / Lanie Buhrman
- 2021 - 2022 : Inside Job : Reagan Ridley (voix)
- 2022 : Anatomie d'un divorce (Fleishman Is In Trouble) : Libby Epstein, née Slater
- 2023 : Fatal Attraction : Alex Forrest
- 2025 : Zero Day de Lesli Linka Glatter : Alexandra Mullen

#### Téléfilms
- 2002 : Everybody's Doing It de Jeff Beesley : Angela
- 2014 : Beef de Jake Szymanski :

## Voix francophones
En France, Céline Ronté est la voix régulière de Lizzy Caplan. Alexandra Garijo, Marie-Eugénie Maréchal et Olivia Nicosia l'ont également doublée à deux occasions chacune.